# Crepidotus caspari
Crepidotus caspari är en svampart som beskrevs av Velen. 1926. Crepidotus caspari ingår i släktet rödmusslingar och familjen Inocybaceae.   Inga underarter finns listade i Catalogue of Life.
I den svenska databasen Dyntaxa används istället namnet Crepidotus lundellii för samma taxon.  Arten är reproducerande i Sverige.